# Anglo-Amerikaanse maatsystemen
Het Brits-Amerikaanse maatsysteem (Engels: Imperial Standard System) is een van oorsprong Brits systeem van maten en gewichten, met als standaard lengtemaat de yard, standaardmaat voor massa het pond en als standaard inhoudsmaat de gallon.
De Anglo-Amerikaanse maatsystemen hebben allemaal hun oorsprong in oudere Engelse systemen en werden vóór de invoering van het metriek stelsel ook in andere landen van het Gemenebest gebruikt (het Imperial Standard System van 1824). Tegenwoordig is het vrijwel alleen de Verenigde Staten die de eenheden van dit systeem (de customary units) gebruikt, terwijl ze tot ver in de 20e eeuw ook in het Verenigd Koninkrijk en zijn koloniën werd gebruikt. Na de Brexit is er in het Verenigd Koninkrijk een gedeeltelijke terugkeer te zien naar dit maatsysteem.

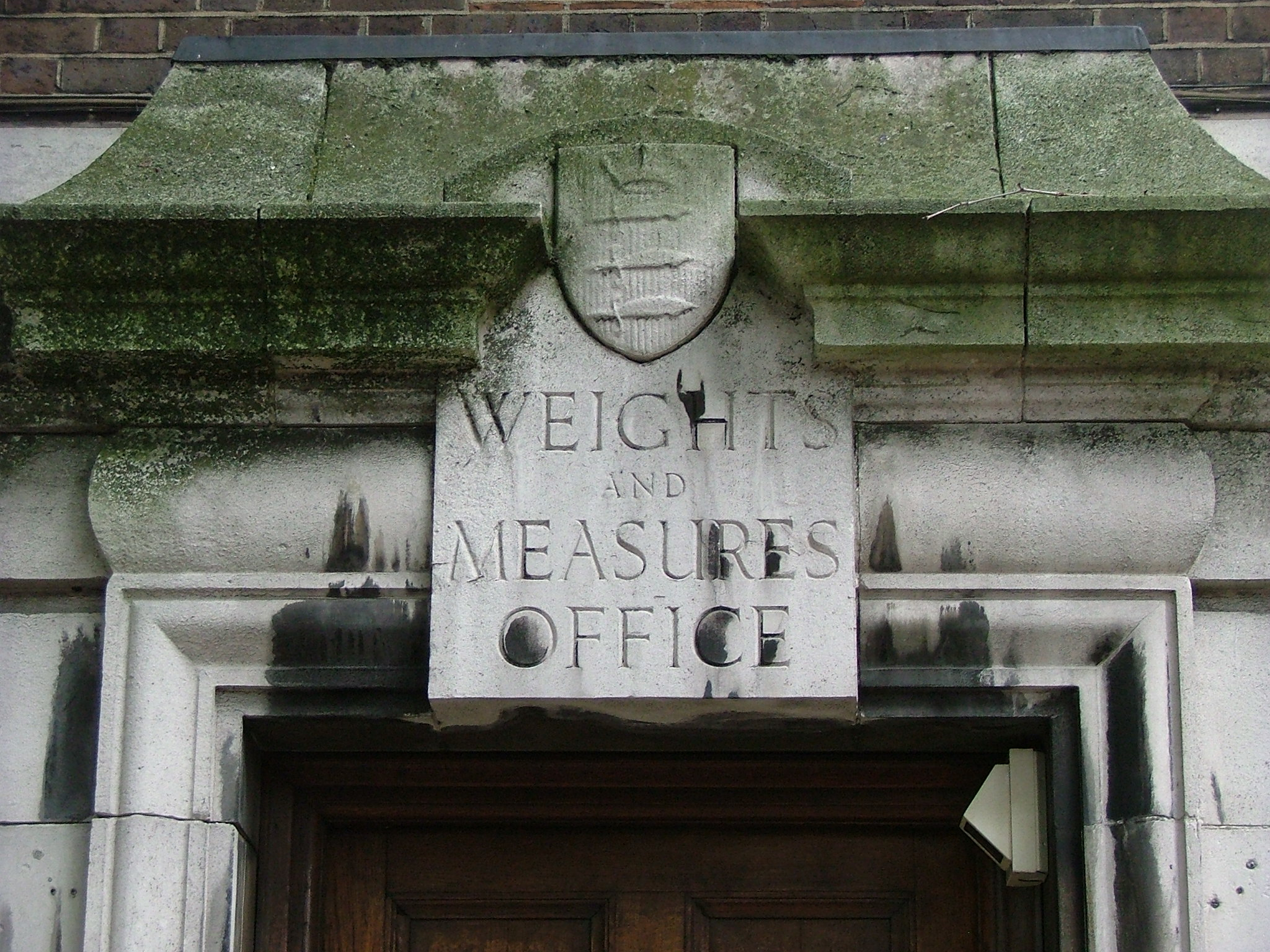
Het voormalige Weights and Measures office in Seven Sisters, Londen

## Lengte-eenheden
Symbool grootheid: l

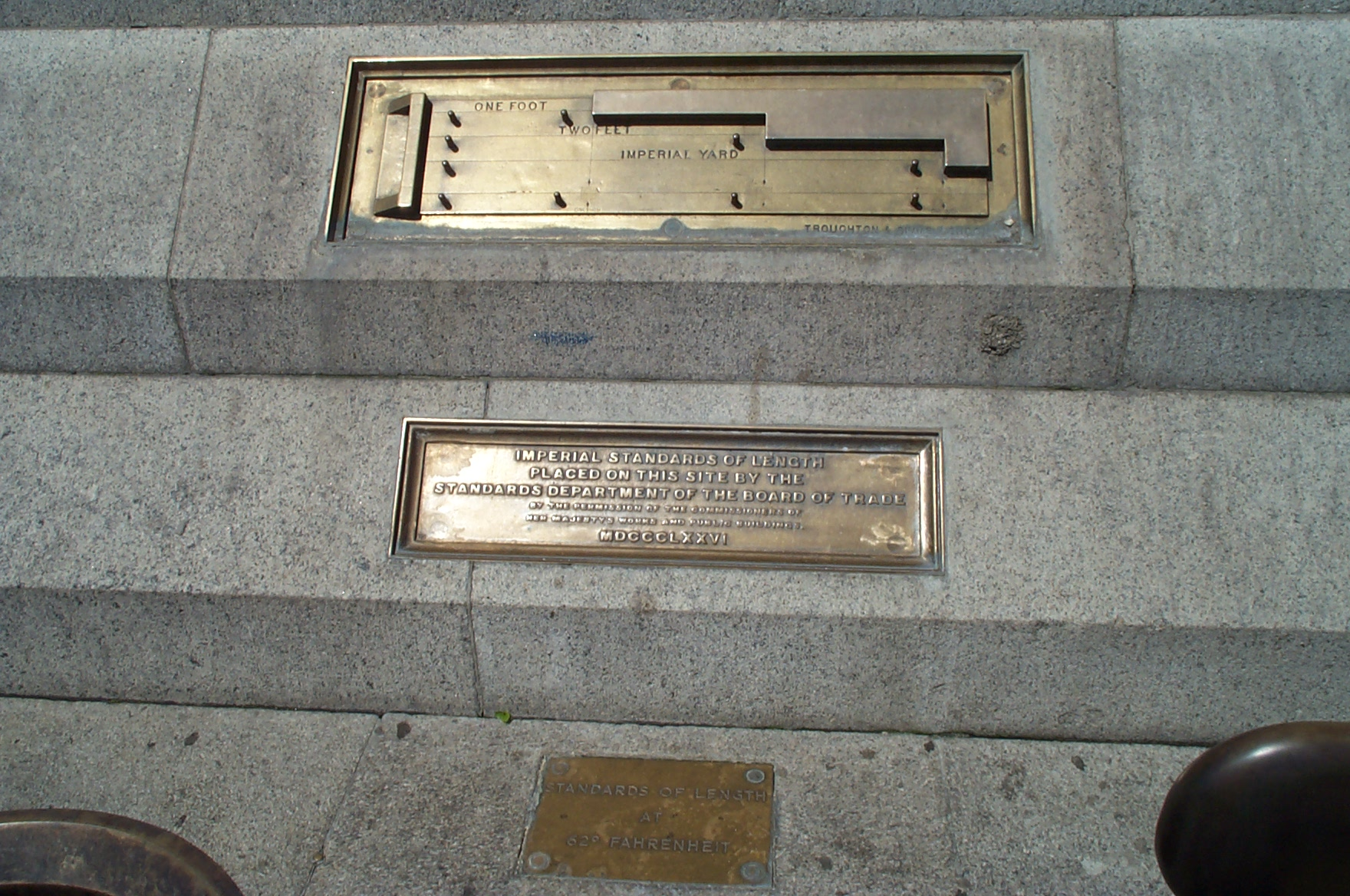
Britse lengtestandaarden in 1876 in Trafalgar Square, Londen

Voorheen was ook in Nederland de basiseenheid van lengte de duim (Engels: inch). In 1958 werd, met inwerkingtreding vanaf 1 juli 1959, internationaal afgesproken dat de inch exact 2,54 cm bedraagt. Hiervan wijkt de Amerikaanse landmetingsinch (US survey inch) af: deze is exact 100/3937 m ofwel ca. 2,540 005 080 010 cm. Voor 1959 weken de Amerikaanse lengtematen licht af van de Britse.
Vroeger hanteerde men een zeemijl, vaak aangeduid als de Admiralty mile, die precies 800 voet langer was dan de landmijl en daarmee overeen kwam met 1853,184 meter. De internationale zeemijl (International nautical/sea mile) is intussen (1929, VS 1954) vastgelegd op exact 1852 m en de kabellengte op 185,2 m. Deze cable length kan worden benaderd met 100 fathoms (182,88 m) of 120 fathoms (219,456 m) bij de US Navy. Fathoms (nl: vadems) worden alleen nog bij dieptemeting in water gebruikt; de shackle ofwel naval shot bestaat praktisch niet meer, hoewel deze Britse maateenheid nog in 1949 van 12½ naar 15 fathom werd verhoogd.
Voor speciale toepassingen bestond ook nog de geographical mile van 6082 feet (1,853 793 6 km) en de telegraph mile van 6087 feet (1,855 317 6 km).
| Eenheid                                   | Nederlands                 | Afkorting     | Grootte                   | In meters (exact)    |
| ----------------------------------------- | -------------------------- | ------------- | ------------------------- | -------------------- |
| inch                                      | inch/duim                  | in., ″, "     |                           | 0,025 4 m = 2,54 cm  |
| foot                                      | voet                       | ft., ′, '     | 12 inch                   | 0,304 8 m = 30,48 cm |
| yard                                      | yard                       | yd.           | 3 feet                    | 0,914 4 m = 91,44 cm |
| (statute) mile                            | mijl                       | mi., m.       | 8 furlong = 1760 yard km  | 1609,344 m           |
| league                                    | -                          | lea., l.      | 3 mile                    | 4 828,032 m          |
| Veld-lengtematen                          |                            |               |                           |                      |
| link                                      | Kettingschakel (?)         | li., l., lnk. | 1⁄25 rod = 7,92 inch      | 0,201 168 m          |
| rod, pole, perch                          | roede                      | rd., p.       | 198 inch                  | 5,029 2 m            |
| chain, (acre-breadth)                     | Keten                      | ch.           | 4 rod / 100 links         | 20,116 8 m           |
| furlong                                   | furlong                    | fur.          | 10 chain                  | 201,168 m            |
| Nautische lengtematen                     |                            |               |                           |                      |
| fathom                                    | vadem                      | fm., fth.     | 6 feet                    | 1,828 8 m            |
| shackle (VK), shot (VS)                   |                            |               | 15 fathom                 | 27,432 m             |
| cable (length)                            | Kabellengte                | cbl.          | 1⁄10 sea mile (admiralty) | 185,318 4 m          |
| nautical/sea mile (admiralty)             | Britse zeemijl (admiralty) | nm (adm), sm  | 6080 feet                 | 1853,184 m           |
| (international) nautical/sea mile         | Internationale zeemijl     | nm, sm        | 1852 meter                | 1852 m               |
| nautical/sea league                       |                            | nl.           | 3 sea mile (admiralty)    | 5559,552 m           |
| Andere, oude, specialistische lengtematen |                            |               |                           |                      |
| twip                                      |                            | twp.          | 1⁄1440 inch               | 0,017 63¯8 m         |
| mil (VS), thou (VK)                       |                            |               | 1⁄1000 inch               | 0,000 025 400 m      |
| mickey                                    |                            |               | 1⁄200 inch                | 0,000 127 m          |
| calibre                                   | kaliber                    | cal.          | 1⁄100 inch                | 0,000 254 m          |
| point                                     | punt                       | pt.           | 1⁄72 inch                 | 0,000 352 7¯7 m      |
| (shoe) ounce                              |                            |               | 1⁄64 inch                 | 0,000 396 875 m      |
| (shoe) iron                               |                            |               | 1⁄48 inch                 | 0,000 529 1¯6 m      |
| line                                      | lijn                       | ln            | 1⁄12 inch                 | 0,002 11¯6 m         |
| barleycorn                                | gerstekorrel               |               | 1⁄3 inch                  | 0,008 4¯6 m          |
| digit, nailfoot                           | vinger                     |               | ¾ inch                    | 0,019 050 m          |
| finger (breadth)                          | vinger                     |               | 7⁄8 inch                  | 0,022 225 m          |
| stick                                     |                            |               | 2 inch                    | 0,050 800 m          |
| nailyard                                  | nagel                      |               | 3 digit                   | 0,057 150 m          |
| palm                                      | hand(-palm)                |               | 3 inch                    | 0,076 200 m          |
| hand, (palm width)                        | hand(-breedte)             |               | 4 inch                    | 0,101 600 m          |
| shaftment                                 |                            |               | 6 inch                    | 0,152 400 m          |
| span                                      |                            |               | 3 palm                    | 0,226 200 m          |
| quarter                                   |                            |               | ¼ yard                    | 0,226 200 m          |
| cubit                                     |                            |               | 18 inch                   | 0,457 200 m          |
| pace (VS), step (VK)                      | pas/stap                   |               | 2½ ft                     | 0,762 m              |
| ell                                       | el                         |               | 45 inch                   | 1,143 m              |
| grade, geometric pace                     | dubbele pas/stap           |               | 2 pace                    | 1,524 m              |
| rope                                      | touw (?)                   |               | 20 ft                     | 6,096 m              |
| skein                                     | (streng ?)                 |               | 120 yard                  | 109,728 m            |
| spindle                                   | (spindel ?)                |               | 120 skein                 | 13 167,360 m         |

De hierboven genoemde chain en link behoren tot de Gunter’s measurements. Daarnaast bestaat er ook nog de Ramsden’s of Engineer’s measurements:
| Eenheid | Nederlands            | Afkorting | Grootte  | meter    | meter       |
| ------- | --------------------- | --------- | -------- | -------- | ----------- |
| link    | (ketting-)schakel (?) | lnk.      | 1 foot   | 3,05 dm  | 0,304 800 m |
| chain   | ketting(lengte) (?)   | ch.       | 100 feet | 3,05 dam | 30,480 m    |

## Oppervlakte-eenheden
Symbool grootheid: A, O, F.
De belangrijkste van de bijzondere oppervlakte-eenheden is de acre, die 1 furlong × 1 chain is, alsmede 40 rods × 4 rods of 10 square chains en daarmee corresponderend: 10•22² = 4840 square yards; 640 acres geven een square mile. Hierbij moet opgemerkt worden dat deze grootheden in de VS in de regel zijn afgeleid van de survey inch en dus iets grotere waarden hebben dan de waarden in de volgende tabel:
| Eenheid                               | Nederlands     | Afkorting | Grootte         | vierkante meter | vierkante meter           |
| ------------------------------------- | -------------- | --------- | --------------- | --------------- | ------------------------- |
| circular mil/thou                     |                | circ.mil  | ¼•π mil²        | 507 µm²         | ~0,000 000 506 707 m²     |
| square mil/thou                       |                | sq.mil    | 1 mil²          | 645 µm²         | 0,000 000 645 160 m²      |
| circular inch                         |                | circ.in.  | ¼•π inch²       | 5,07 cm²        | ~0,000 506 707 479 164 m² |
| square inch                           | vierkante inch | sq.in.    | 1 inch²         | 6,45 cm²        | 0,000 645 160 m²          |
| square foot                           | vierkante voet | sq.ft.    | 1 foot²         | 9,29dm²         | 0,092 903 040 m²          |
| square yard                           | vierkante yard | sq.yd.    | 1 yard²         | 83,6dm²         | 0,836 127 360 m²          |
| square                                |                |           | 100 feet²       | 9,29 m²         | 9,290 304 m²              |
| square rod, square perch, square pole |                | sq.rd.    | 1 rod²          | 25,3 m²         | 25,292 852 640 m²         |
| board                                 |                | bd.       | 1 inch × 1 foot | 77,4 cm²        | 0,007 741 920 m²          |
| cord                                  |                |           | 192 board       | 1,49 m²         | 1,486 448 640 m²          |
| rood                                  |                | ro.       | ¼ acre          | 10,1 a          | 1011,714 105 600 m²       |
| acre                                  |                | a., ac.   | 160 rod²        | 40,5 a          | 4046,856 422 400 m²       |
| square mile                           | vierkante mijl | sq.mi.    | 1 mile²         | 2,59 km²        | 2 589 988,110 336 m²      |

| Eenheid                  | Nederlands | Grootte        | vierkante meter (ca.) | vierkante meter (ca.)  |
| ------------------------ | ---------- | -------------- | --------------------- | ---------------------- |
| square rod, square perch | roede      | 1 rod²         | 25,3 m²               | 25,292 953 811 714 m²  |
| acre                     |            | 160 rod²       | 40,5 a                | 4046,872 609 874 m²    |
| homestead                |            | ¼ section      | 64,7 ha               | 647 499,617 579 5 m²   |
| section                  |            | 1 survey mile² | 2,59 km²              | 2 589 998,470 319 5 m² |
| township                 |            | 36 section     | 93,2 km²              | 93 239 944,931 502 m²  |

De Angelsaksische hide kan behalve 100 ook 120 acre omvatten en was eigenlijk ook geen echte oppervlakte-eenheid, maar diende eerder als een abstracte bezittingsbeschrijving voor het vastleggen van de belasting. 
Een yardland was meestal één vierde hide en kon 15 tot 80 acres omvatten. De oude Duitse Hufe of Hube is hieraan verwant en tevens op dezelfde manier variabel.
Hier gegeven zijn de grootheden die vandaag de dag nog in Engeland in de volksmond gebruikt worden. 
| Eenheid           | Nederlands | Afkorting | Grootte  | vierkante meter       | vierkante meter |
| ----------------- | ---------- | --------- | -------- | --------------------- | --------------- |
| yardland, virgate |            | 30 acre   | 12,1 ha  | 121 405,692 672 m²    |                 |
| hide              |            | 100 acre  | 40,5 ha  | 404 685,642 240 m²    |                 |
| barony            |            | 40 hide   | 16,2 km² | 16 187 425,689 600 m² |                 |

## Volume-eenheden
Symbool grootheid: V
| Eenheid      | Nederlands   | Afkorting | Grootte                    | kubieke meter | kubieke meter        |
| ------------ | ------------ | --------- | -------------------------- | ------------- | -------------------- |
| cubic inch   | kubieke inch | cu.in.    | 1 inch³                    | 16,4 cm³      | 0,000 016 387 064 m³ |
| cubic foot   | kubieke voet | cu.ft.    | 1 foot³                    | 28,3 dm³      | 0,028 316 846 592 m³ |
| perch        |              |           | 1 perch × 1½ ft² = 24¾ ft³ | 701 dm³       | 0,700 841 953 200 m³ |
| cubic yard   |              | cu.yd.    | 1 yard³                    | 765 dm³       | 0,764 554 857 984 m³ |
| freight ton  |              |           | 40 ft³                     | 1,13 m³       | 1,132 673 863 680 m³ |
| load         |              |           | 50 ft³                     | 1,42 m³       | 1,415 842 329 600 m³ |
| register ton |              | RT        | 100 ft³                    | 2,83 m³       | 2,831 684 659 200 m³ |
| acre-inch    |              |           | 1 acre × 1 inch            | 103 m³        | 102,790 153 129 m³   |
| acre-foot    |              |           | 1 acre × 1 foot            | 1,23 dam³     | 1233,481 837 547 m³  |

Acre-foot en acre-inch worden in de landbouw en meteorologie gebruikt voor neerslaghoeveelheden. In het metrische systeem worden voor deze doeleinden de equivalente liter per vierkante meter en millimeter gebruikt (1 l/m² = 1 dm³/m² = 0,001 m³/m² = 1 mm).
Een perch is niet alleen een lengtemaat (=pole, rod), maar wordt ook (zij het zelden) gebruikt in de bergbouw als volume-eenheid.

### Inhoudsmaten
Symbool grootheid: V
De Amerikaanse en Britse inhoudsmaten zijn gebaseerd op drie verschillende Gallons van de oorspronkelijk vele Britse Gallons: de ale gallon, de wine gallon en de corn gallon. In het Verenigd Koninkrijk is de ale gallon van de oorspronkelijke 277,42 kubieke inch sinds 1824 op 277,419 450 kubieke inch teruggebracht (10 pound H2O bij 62 °F en een luchtdruk van 30 inch). In de VS wordt voor vloeistoffen sinds 1707 de wine gallon gehanteerd die 231 inch³ telt (oorspronkelijk 230,907 in³) en voor inhoudsmaten wordt de corn gallon van 268,8 inch³ gebruikt.
De inhoudsmaten in kubieke inch lijken misschien wat krom, maar toch steekt er meestal een bepaald concept erachter; het moet vooral makkelijk zijn om een passende maatbeker (cilindrisch of balkvormig (vierhoekig)) te fabriceren die vaak precies waren vastgelegd. Voor de wine gallon voldoet een 'balkvormige' beker van 3" × 7" × 11" en voor de corn gallon gebruikt men een Winchester-Buschel, een cilinder van 18½ inch in diameter en 8 inch hoog. Hier kunnen 8 gallons in.
Het gebruik van de Britse droge inhoudsmaten (peck en bushel) werd in het Verenigd Koninkrijk van 1968 verboden, de kenning is net als de wijn-reeks rundlet tot tun al veel eerder verouderd. In de Weights and Measures Act van 1963 werden per 1 februari 1971 ook de kleine (Apotheker-)vloeistofmaten minim, fluid scruple en fluid drachm die sinds 1824 werden gebruikt, afgeschaft. 
In 1995 werd het Britse vloeistof-pint ten behoeve van de overgang op het metrische systeem op exact 568,261 250 milliliter  vastgelegd, wat een lichte afronding betekent ten opzichte van 277,42 ÷ 8 in³ (568,262 411 860 ml) en 277,419 450 ÷ 8 in³ (568,261 285 249 360 ml) en omgerekend een gallon van ca. 277,419 432 791 621 in³ betekent – telkens met de vandaag gebruikelijke inch van 25,4 mm.
De gebruikte eenheden hebben in beide systemen dezelfde namen (bijvoorbeeld drachm werd in dram veranderd) en doorgaans onderling dezelfde factoren (met uitzondering van de barrels en gill). Ter onderscheiding wordt eventueel met de afkorting Imp. resp. VS het gebruikte systeem aangegeven.
Opmerkelijk is dat zowel het Britse als het Amerikaanse aardolievat (barrel) ongeveer 159 liter bevat, terwijl het ene als 35 en het andere als 42 Gallons is gedefinieerd. Verder is de Britse vloeistof-ounce kleiner, maar de Gill, Quart en Gallon groter dan het Amerikaanse pendant.
In het Apothekensysteem werden alleen de minim, scruple, drachm, ounce, pint en gallon gebruikt.

### Tabel
| Eenheid                                             | Nederlands                          | Afkorting                           | Grootte                                    | liter                               | liter                               |
| Britse vloeistofmaten, Imperial wet                 | Britse vloeistofmaten, Imperial wet | Britse vloeistofmaten, Imperial wet | Britse vloeistofmaten, Imperial wet        | Britse vloeistofmaten, Imperial wet | Britse vloeistofmaten, Imperial wet |
| --------------------------------------------------- | ----------------------------------- | ----------------------------------- | ------------------------------------------ | ----------------------------------- | ----------------------------------- |
| minim, drop                                         | druppel                             | min.                                | 1⁄20 scruple                               | 59,2 µl                             | 0,000 059 193 883 880 l             |
| fluid scruple                                       |                                     | fl.sc.                              | 1⁄3 drachm                                 | 1,18 ml                             | 0,001 183 877 677 603 l             |
| fluid drachm                                        |                                     | fl.dr.                              | 1⁄8 ounce                                  | 3,55 ml                             | 0,003 551 633 032 809 l             |
| fluid ounce                                         |                                     | fl.oz.                              | 1⁄5 gill                                   | 2,84 cl                             | 0,028 413 l                         |
| glass                                               | glas                                |                                     | ½ noggin                                   | 7,10 cl                             | 0,071 033 l                         |
| gill, noggin                                        | kwart pint                          | gi.                                 | ¼ pint                                     | 1,42 dl                             | 0,142 065 l                         |
| pint                                                | pint (bierglas)                     | fl.pt., pt.                         | ½ quart                                    | 5,68 dl                             | 0,568 26 l                          |
| quart                                               | Quart                               | qt.                                 | ¼ gallon                                   | 1,14 l                              | 1,136 52 l                          |
| gallon                                              | Gallon                              | gal.                                | 277,42 inch³                               | 4,55 l                              | 4,546 09 l                          |
| (petrol) barrel                                     | vat                                 | bl., bbl.                           | 35 gallon                                  | 1,59 hl                             | 159,113 l                           |
| Britse 'droge' inhoudsmaten, Imperial dry, tot 1968 |                                     |                                     |                                            |                                     |                                     |
| peck                                                |                                     | pk.                                 | 2 gallon                                   | 9,09 l                              | 9,092 1 l                           |
| kenning                                             |                                     |                                     | 2 peck                                     | 1,82 dal                            | 18,184 3 l                          |
| bushel                                              |                                     | bsh., bu.                           | 2 kenning                                  | 3,64 dal                            | 36,368 7 l                          |
| sack, bag                                           |                                     |                                     | 3 bushel                                   | 1,09 hl                             | 109,106 1                           |
| quarter                                             |                                     | qr.                                 | 8 bushel                                   | 2,91 hl                             | 290,9 l                             |
| chaldron                                            |                                     |                                     | 12 sack                                    | 1,31 kl                             | 1309,273 2 l                        |
| load                                                |                                     |                                     | 5 quarter                                  | 1,45 kl                             | 1454,5 l                            |
| Amerikaanse vloeistofmaten, US wet                  |                                     |                                     |                                            |                                     |                                     |
| minim, drop                                         | druppel                             | min.                                | 1⁄60 dram                                  | 61,6 µl                             | 0,000 061 611 519 920 l             |
| fluid dram                                          |                                     | fl.dr.                              | 1⁄8 ounce                                  | 3,70 ml                             | 0,003 696 691 195 310 l             |
| fluid ounce                                         |                                     | fl.oz.                              | ¼ gill                                     | 2,96 cl                             | 0,029 573 529 562 500 l             |
| gill                                                |                                     | gi.                                 | ¼ pint                                     | 1,18 dl                             | 0,118 294 118 250 l                 |
| pint                                                | pint (bierglas)                     | pt.                                 | ½ quart                                    | 4,73 dl                             | 0,473 176 473 l                     |
| quart                                               | kwart gallon                        | qt.                                 | ¼ gallon                                   | 9,46 dl                             | 0,946 352 946 l                     |
| gallon                                              | gallon                              | gal.                                | 231 inch³                                  | 3,79 l                              | 3,785 411 784 l                     |
| petrol barrel                                       | olievat                             | bl., bbl.                           | 42 gallon = ½ firkin                       | 1,59 hl                             | 158,987 294 928 l                   |
| Amerikaanse 'droge' inhoudsmaten, US dry            |                                     |                                     |                                            |                                     |                                     |
| pint                                                | pint                                | pt.                                 | 1⁄8 gallon                                 | 5,51 dl                             | 0,550 610 515 239 l                 |
| quart                                               |                                     |                                     | 2 pint                                     | 1,10 l                              | 1,101 221 030 l                     |
| gallon                                              | gallon                              | gal.                                | ½ peck ≅ 268,8 inch³                       | 4,40 l                              | 4,404 884 121 915 l                 |
| peck                                                |                                     | pk.                                 | 2 gallon = ¼ bushel                        | 8,81 l                              | 8,809 768 244 l                     |
| (Winchester) bushel                                 |                                     | bsh., bu.                           | 8 inch × π•(18½ inch ÷ 2)² ≅ 2150,42 inch³ | 3,52dal                             | 35,239 072 975 l                    |
| quarter                                             |                                     | qr.                                 | 8 bushel                                   | 2,82 hl                             | 281,912 583 803 l                   |

### Bier en wijn
| Eenheid                                        | Nederlands | Afkorting | Grootte             | liter    | liter       |
| ---------------------------------------------- | ---------- | --------- | ------------------- | -------- | ----------- |
| gallon                                         | gallon     | gal.      | 277,42 inch³        | 4,55 l   | 4,546 09 l  |
| Britse bier-inhoudsmaten, beer & ale / brewery |            |           |                     |          |             |
| pin                                            |            |           | ½ firkin            | 2,05 dal | 20,457 4 l  |
| firkin                                         |            |           | ½ kilderkin         | 4,09 dal | 40,914 8 l  |
| kilderkin                                      |            |           | ½ barrel            | 8,18 dal | 81,829 6 l  |
| barrel                                         | vat        |           | 36 gallon           | 1,64 hl  | 163,659 2 l |
| hogshead                                       |            | hd., hhd. | 1½ barrel           | 2,45 hl  | 245,489 l   |
| puncheon                                       |            |           | 2 barrel            | 3,27 hl  | 327,318 5 l |
| butt                                           |            |           | 2 hogshead          | 4,91 hl  | 490,978 l   |
| tun, ton                                       | (ton)      |           | 3 puncheon = 2 butt | 9,82 hl  | 981,955 4 l |
| Britse wijn-inhoudsmaten, wine sinds 1824      |            |           |                     |          |             |
| rundlet                                        |            |           | 1⁄7 pipe            | 6,82 dal | 68,191 35 l |
| barrel                                         | vat        |           | ½ hogshead          | 1,19 hl  | 119,335 l   |
| tierce                                         |            |           | 1⁄3 pipe = ½ firkin | 1,59 hl  | 159,113 l   |
| hogshead                                       |            | hd., hhd. | ½ pipe              | 2,39 hl  | 238,670 l   |
| firkin, puncheon, tertian                      |            |           | 1⁄3 tun             | 3,18 hl  | 318,226 l   |
| pipe, butt                                     |            |           | ½ tun               | 4,77 hl  | 477,339 l   |
| tun                                            | (ton)      |           | 210 gallon          | 9,55 hl  | 954,68 l    |

| Eenheid              | Nederlands | Afkorting | Grootte                 | liter    | liter             |
| -------------------- | ---------- | --------- | ----------------------- | -------- | ----------------- |
| gallon               | gallon     | gal.      | 231 inch³               | 3,79 l   | 3,785 411 784 l   |
| rundlet              |            |           | 1⁄7 pipe                | 6,81 dal | 68,137 412 112 l  |
| barrel               | vat        | bl.       | ½ hogshead = 31½ gallon | 1,19 hl  | 119,240 471 196 l |
| tierce               |            |           | 1⁄3 pipe = ½ firkin     | 1,59 hl  | 158,987 294 928 l |
| hogshead             |            | hd., hhd. | ½ pipe                  | 2,38 hl  | 238,480 942 392 l |
| firkin, pon, tertian |            |           | 1⁄3 tun                 | 3,18 hl  | 317,974 589 856 l |
| pipe, butt           |            |           | ½ tun                   | 4,77 hl  | 476,961 884 784 l |
| tun                  | (ton)      |           | 252 gallon              | 9,54 hl  | 953,923 769 568 l |

Uit de tierce ontstond via omwegen uiteindelijk de vandaag gebruikelijke (petrol) barrel ofwel het olievat, 159 liter.

### In de keuken
Met name in de Noord-Amerikaanse keuken zijn de maten exact vastgelegd.
| Eenheid                  | Nederlands          | Afkorting           | Grootte             | liter               | liter                 |
| Britse kookeenheden      | Britse kookeenheden | Britse kookeenheden | Britse kookeenheden | Britse kookeenheden | Britse kookeenheden   |
| ------------------------ | ------------------- | ------------------- | ------------------- | ------------------- | --------------------- |
| saltspoon                | zoutlepel           | ssp.                | ¼ teaspoon          | 1,11 ml             | 0,001 109 8 l         |
| teaspoon                 | theelepel           | tsp.                | ¼ tablespoon        | 4,44 ml             | 0,004 439 l           |
| dessertspoon             | dessertlepel        | dsp.                | 2 teaspoon          | 8,88 ml             | 0,008 879 l           |
| tablespoon               | eetlepel            | tbsp.               | 1⁄16 cup            | 1,78 cl             | 0,017 758 l           |
| tea cup                  | theekopje           |                     | 1⁄3 pint            | 1,89 dl             | 0,189 42 l            |
| cup                      | kopje               | c., cu.             | ½ pint = 10 ounce   | 2,84 dl             | 0,284 13 l            |
| Amerikaanse kookeenheden |                     |                     |                     |                     |                       |
| saltspoon                | zoutlepel           | ssp.                | ¼ teaspoon          | 1,23 ml             | 0,001 232 230 399 l   |
| teaspoon                 | theelepel           | tsp.                | 1⁄3 tablespoon      | 4,93 ml             | 0,004 928 921 595 l   |
| dessertspoon             | dessertlepel        | dsp.                | 2 teaspoon          | 9,86 ml             | 0,009 857 843 190 l   |
| tablespoon               | eetlepel            | tbsp.               | 1⁄16 cup            | 1,48 cl             | 0,014 786 764 782 5 l |
| tea cup                  | theekopje           |                     | ¾ cup               | 1,77 dl             | 0,177 441 177 l       |
| cup                      | kopje               | c., cu.             | ½ pint = 8 ounce    | 2,37 dl             | 0,236 588 236 5 l     |

Sommige koks en kookboeken gebruiken andere definities (bijvoorbeeld 1 tbsp. = ½ Imp.fl.oz). De maten dessertspoon, saltspoon en tea cup worden slechts zeer zelden gebruikt.

### Flessen
Sinds 1979 zijn de (champagne)flessen in de USA gebaseerd op driekwart liter in plaats van op een vijfde gallon, maar sommige andere flesmaten zijn nog meer veranderd.
| Eenheid        | Nederlands          | Grootte              | liter   | liter            |
| -------------- | ------------------- | -------------------- | ------- | ---------------- |
| glass          | glas                | 4 ounce              | 118 ml  |                  |
| split          |                     | ¼ bottle             | 189 ml  | 200 ml           |
| tenth          | tiende gallon       | 1⁄10 gallon          | 379 ml  | 375 ml           |
| fifth, bottle  | vijfde gallon, Fles | 1⁄5 gallon           | 0,757 l | 0,75 l           |
| magnum         |                     | 2½ fifth = ½ gallon  | 1,89 l  | 1½ l             |
| jeroboam       |                     | 4 fifth              | 3,03 l  | 2 magnum = 3 l   |
| rehoboam       |                     | 7½ fifth = 1½ gallon | 5,68 l  | 3 magnum = 4½ l  |
| methuselah     | Methusalem          | 10 fifth = 2 gallon  | 7,57 l  | 4 magnum = 6 l   |
| shalmanazar    | Schalmanasar        | 14 fifth             | 10,6 l  | 6 magnum = 9 l   |
| balthazar      | Balthasar           | 20 fifth = 4 gallon  | 15,1 l  | 8 magnum = 12 l  |
| nebuchadnezzar | Nebukadnezar        | 25 fifth = 5 gallon  | 18,9 l  | 10 magnum = 15 l |

## Massaeenheden
Symbool grootheid: m.
De basiseenheid van het oorspronkelijk uit Frankrijk (rond de 15e eeuw) stammende gewichtsysteem is het pound (Avoirdupoids). Sinds 1960 is deze eenheid in de VS, Canada en het Verenigd Koninkrijk vastgelegd op 453,592 37 gram. Daarvoor was het Britse pond (sinds 1878) 32 µg lichter (namelijk 453,592 338 g) dan het in 1893 gedefinieerde Noord-Amerikaanse pond; de afwijking was slechts 0,000 007%.
Daarnaast bestaat in de munt- en edelmetaalhandel het Troy-systeem met een pond, dat 5760 in plaats van 7000 grains bevat. Tot in de 19e eeuw (UK Medical Act van 1858) bestond er ook een apothekersysteem, dat ook een lichtere pound (Troy) van 12 ounces (in plaats van 16 ounces) gebruikte. Dit systeem gebruikte verder de scruple en de dram in plaats van de pennyweight die door de munthandel wordt gehanteerd.
Bij de gebruikte eenheden is gewoonlijk uit de context wel duidelijk welk systeem is toegepast. Het Avoirdupoids-systeem kent in de VS de toevoeging short (kort) en in de VK long (lang). Indien het nodig wordt geacht ter onderscheiding van de andere systemen, kunnen deze termen vóór de eenheid worden geplaatst (zeer zelden worden de termen net en gross gebruikt) en achter de eenheid wordt dan (Avoirdupois) gezet. Indien één der andere systemen is gebruikt en men wil dit aangeven kan men ook hier het gebruikte systeem achter de eenheid plaatsen: (Troy) of (apothecaries).
De eenheden stone en hundredweight werden in de Britse handel al enkele decennia voor de invoering van het metrische systeem afgeschaft. Britten en Ieren geven hun lichaamsgewicht desondanks toch nog vaak in stone en pound, net zoals hun lengte in feet en inch. De 'lange' (long) eenheden komen voort uit de latere invoering van de stone voor 14 pound in het Verenigd Koninkrijk en waren daar gebruikelijker dan in de koloniën. Volgens andere bronnen zijn de short-eenheden het gevolg van een gedeeltelijke decimalisering van het systeem in Noord-Amerika in de 18e eeuw, naar het voorbeeld van gebruikte eenheden op het Europese vasteland, zoals diverse centenaar (uit het Duitse Zentner, van het Latijnse centum dat honderd betekent) en Quintale voor 100 pond.
| Eenheid                                    | Nederlands | Afkorting           | Grootte                  | gram     | gram                  |
| ------------------------------------------ | ---------- | ------------------- | ------------------------ | -------- | --------------------- |
| grain                                      | grein      | gr.                 |                          | 64,8 mg  | 0,064 798 910 g       |
| Handelsgewichten, Avoirdupoids             |            |                     |                          |          |                       |
| dram                                       | drachma    | dr.                 | 1⁄16 ounce               | 1,77 g   | 1,771 845 195 312 5 g |
| ounce, ugs. lid                            | ons        | oz.                 | 1⁄16 pound               | 2,83 dag | 28,349 523 125 g      |
| pound, slug                                | pond       | lb., pd., #, lbm.   | 7000 grain               | 4,54 hg  | 453,592 37 g          |
| short Avoirdupoids (Verenigde Staten)      |            |                     |                          |          |                       |
| quarter                                    |            |                     | ¼ hundredweight          | 11,3 kg  | 11 339,809 25 g       |
| hundredweight, cental                      |            | cwt.                | 100 pound                | 45,4 kg  | 45 359,237 g          |
| ton                                        | ton        | T., to.             | 20 hundredweight         | 0,907 t  | 907 184,74 g          |
| long Avoirdupoids (Verenigd Koninkrijk)    |            |                     |                          |          |                       |
| stone                                      | stone      | st.                 | 14 pound                 | 6,35 kg  | 6 350,293 180 g       |
| quarter                                    |            | qu., qr. l.         | 2 stone                  | 12,7 kg  | 12 700,586 360 g      |
| hundredweight                              |            | cwt.                | 4 quarter                | 50,8 kg  | 50 802,345 44 g       |
| ton                                        | ton        | T., to.             | 20 hundredweight         | 1,02 t   | 1 016 046,908 8 g     |
| Muntgewichten, Troy                        |            |                     |                          |          |                       |
| pennyweight                                |            | dwt.                | 24 grain                 | 1,56 g   | 1,555 173 840 g       |
| ounce                                      | troy ounce | oz., tr.oz., oz.t.  | 20 pennyweight           | 3,11 dag | 31,103 476 800 g      |
| pound                                      | troy pound | lb., tr.lb., lb.t.  | 12 ounce                 | 3,73 hg  | 373,241 721 600 g     |
| Apothekergewichten, apothecaries, tot 1858 |            |                     |                          |          |                       |
| scruple                                    |            | s., s.ap.           | 20 grain                 | 1,30 g   | 1,295 978 200 g       |
| dram                                       |            | dr., dr.ap., ap.dr. | 3 scruple                | 3,89 g   | 3,887 934 600 g       |
| ounce                                      | troy ounce | oz., oz.ap., ap.oz. | 8 drams = 1 troy ounce   | 3,11 dag | 31,103 476 800 g      |
| pound                                      | troy pound | lb., lb.ap., ap.lb. | 12 ounces = 1 troy pound | 3,73 hg  | 373,241 721 600 g     |

### Wol
Alleen de hundredweight en de stone worden nog gebruikt in het normale, 'lange' Engelse gewichtssysteem. 
| Eenheid       | Nederlands | Afkorting | Grootte             | kilogram | kilogram            |
| ------------- | ---------- | --------- | ------------------- | -------- | ------------------- |
| clove, nail   |            |           | 7 pound             | 3,18 kg  | 3175,146 590 g      |
| stone         |            | st.       | 2 clove             | 6,35 kg  | 6350,293 180 g      |
| tod           |            |           | 2 stone             | 12,7 kg  | 12 700,586 360 g    |
| hundredweight |            | cwt.      | 4 tod               | 50,8 kg  | 50 802,345 440 g    |
| wey, weight   |            |           | 1 5⁄8 hundredweight | 82,6 kg  | 82 553,811 340 g    |
| sack          |            |           | 2 wey               | 165 kg   | 165 107,622 680 g   |
| last          |            |           | 12 sack             | 1,98 t   | 1 981 291,472 160 g |

### Graan
Ondanks de naam (bushel) wordt graan ook in de VS intussen bemeten naar het gewicht.
| Eenheid                  | Nederlands                     | Afkorting | Grootte  | kilogram | kilogram          |
| ------------------------ | ------------------------------ | --------- | -------- | -------- | ----------------- |
| bushel (maize/corn, rye) | (koren)maat (maïs, rogge)      |           | 56 pound | 25,4 kg  | 25,401 172 720 kg |
| bushel (wheat, soybean)  | (koren)maat (tarwe, sojabonen) |           | 60 pound | 27,2 kg  | 27,215 542 200 kg |

## Tijd
De enige 'afwijkende' Engelse tijdseenheid die men vandaag nog weleens tegenkomt is de fortnight (combinatie van fourteen nights), bijvoorbeeld bij tweewekelijkse televisieprogramma's. Dit woord is in de VS niet bekend.
| Eenheid   | Nederlands                        | Afkorting | Grootte     | Tijd     | seconden    |
| --------- | --------------------------------- | --------- | ----------- | -------- | ----------- |
| ounce     |                                   |           | 1⁄12 moment |          | 7,5 s       |
| moment    |                                   |           | 1⁄40 h      | 1,5 min  | 90 s        |
| bell      | glas (namelijk van een zandloper) |           | 1⁄8 watch   | 30 min   | 1800 s      |
| watch     | wacht (zeevaart)                  |           | 4 h         | 240 min  | 14400 s     |
| sennight  |                                   |           | 1 week      | 7 dagen  | 604800 s    |
| fortnight |                                   |           | 2 weken     | 14 dagen | 1 209 600 s |

## Temperatuur
Traditioneel wordt in het Amerikaans Engels de graden Fahrenheit meer gebruikt dan de graden Celsius; het Verenigd Koningrijk gebruikt de Celsiusschaal. Zij onderscheiden zich in het startpunt
0 °C = 32 °F = 273,15 K,
0 °F = −17 7⁄9 °C = ca. 255,37 K
en in de grootte van één graad, die weliswaar in een eenvoudige lineaire verhouding tot elkaar staan:
1 °F = 5 ⁄ 9 °C = 5 ⁄ 9 K.
Overigens is de schaal van Fahrenheit een verbetering van het werk door de Deense astronoom Ole Christensen Rømer die in 1701 de Rømer-temperatuurschaal ontwikkelde waarbij, smeltend pekel als nulpunt werd gebruikt. Gabriel Fahrenheit ontwikkelde daarop in 1724 zijn eigen schaal.

## Afgeleide eenheden

### Snelheid
Symbool grootheid: v
| Eenheid         | Nederlands        | Afkorting     | Grootte                     | km/h           | m/s             |
| --------------- | ----------------- | ------------- | --------------------------- | -------------- | --------------- |
| knot            | knoop             | kt, nm/h      | 1 nautical mile ÷ 1 h       | 1,852 km/h     | 0,514 444 4 m/s |
| Admiralty knot  | knoop (Admiralty) | kn, nm(adm)/h | 1 nautical mile (adm) ÷ 1 h | 1,853 184 km/h | 0,514 77¯3 m/s  |
| mile per hour   | mijl per uur      | mph, mi/h     | 1 (statute) mile ÷ 1 h      | 1,609 344 km/h | 0,447 040 m/s   |
| foot per second | voet per seconde  | fps, ft./s    | 1 ft ÷ 1 s                  | 1,097 280 km/h | 0,304 800 m/s   |

Met de invoering in 1929 (in de VS pas in 1954) van de internationale zeemijl (international nautical/sea mile) werd de oorspronkelijke snelheid van 1,853184 km/h met 1,184 m/h (ofwel 0,329 m/s) teruggebracht naar exact 1,852 km/h.
De knoop voor snelheid is internationaal gebruikelijk in de zee- en luchtvaart.

### Kracht
Symbool grootheid: F
| Eenheid     | Nederlands | Afkorting | Grootte                                  | Newton  | Newton                        |
| ----------- | ---------- | --------- | ---------------------------------------- | ------- | ----------------------------- |
| pound-force |            | lbf, lbf. | 1 pound • gN = 196 133 ÷ 6096 lb.•ft./s² | 4,45 N  | 4,448 221 615 260 500 kg•m/s² |
| poundal     |            | pdl.      | 1 lb.•ft./s²                             | 1,38 dN | 0,138 254 954 376 kg•m/s²     |

In het gebruik van pound en pound-force wordt het verschil tussen beiden vaak niet zo nauw genomen. Ook is de definitie niet officieel. Daarnaast bestaat sinds de eerste helft van de 20e eeuw een technisch pond-voet-seconde-systeem, waarin de pound de krachteenheid is en de massa-eenheid wordt aangeduid met slug. De poundal bestaat minstens sinds 1879.
Zie ook: kilogramkracht

### Druk
Symbool grootheid: p
| Eenheid               | Nederlands                | Afkorting  | Grootte                      | Pascal   | Pascal                        |
| --------------------- | ------------------------- | ---------- | ---------------------------- | -------- | ----------------------------- |
| pound per square inch | PSI                       | psi        | 1 pound-force ÷ 1 inch²      | 6,89 kPa | 6 894,757 293 168 370 kg/m•s² |
| torr, mmHg            | torr, millimeter-kwikdruk | mmHg, mmHg | 1⁄760 atm = 101 325 ÷ 760 Pa | 1,33 hPa | 133,322 368 kg/m•s²           |
| inch mercury          | inch-kwikdruk             | inHg, "Hg  | 25,4 mmHg                    | 3,39 kPa | 3 386,388 157 894 730 kg/m•s² |

### Energie
Symbool grootheid: E, soms ook W
| Eenheid              | Nederlands  | Afkorting   | Grootte                                 | Joule      | Joule            |
| -------------------- | ----------- | ----------- | --------------------------------------- | ---------- | ---------------- |
| calorie (15 °C)      | calorie     | cal., cal15 | 1 g H2O @ 1 atm, 14,5 → 15,5 °C         | 4,185 5 J  | 4,185 5 kg•m²/s² |
| Calorie (15 °C)      | kilocalorie | C., kcal.   | 1000 calorie                            | 4,185 5 kJ | 4185,5 kg•m²/s²  |
| British thermal unit |             | Btu., BTU   | 1 pound H2O, 63 → 64 °F ~= 778 ft.•lbf. | 1,055 kJ   |                  |
| therm                |             |             | 100 000 Btu                             | 105,5 MJ   |                  |
| quad                 |             |             | 10 000 therm                            | 1,055 EJ   |                  |

Er bestaan worden behalve de 15-graden-calorie nog andere definities van calorie gebruikt. 

Quad staat voor quadrillion BTU, waarbij het Amerikaanse quadrillion wordt bedoeld. In dit geval is quad dus 1015 BTU.

### Vermogen
Symbool grootheid: P
| Eenheid    | Nederlands    | Afkorting   | Grootte                                           | Watt     | Watt                         |
| ---------- | ------------- | ----------- | ------------------------------------------------- | -------- | ---------------------------- |
| manpower   | mankracht     |             | 1/10 horsepower                                   | 7,46 daW | 74,569 987 158 227 kg•m²/s³  |
| horsepower | paardenkracht | hp., B.H.P. | 550 lbf.•ft./s = 550 • 196 133 ÷ 6096 lb.•ft.²/s³ | 7,46 hW  | 745,699 871 582 270 kg•m²/s³ |

De Nederlandse paardenkracht is (net als bijvoorbeeld de Duitse Pferdestärke) gedefinieerd als 75 kgf•m/s en is met 735,498 750 watt iets kleiner dan de Britse horse power. Deze wordt soms ook met metric horsepower (metrische paardenkracht) aangeduid.